# Puntius amarus
Puntius amarus е вид лъчеперка от семейство Шаранови (Cyprinidae). Видът е критично застрашен от изчезване.